# Непокірна Еліс
Непокірна Еліс (англ. Subservience) — американський науково-фантастичний трилер 2024 року режисера С.К. Дейла за сценарієм Вілла Гонлі та Ейпріл Магуайр. У ньому Меган Фокс грає андроїда (гіноїда) зі штучним інтелектом, який набуває почуття та стає ворожим, а Мікеле Морроне — її покупця. Фільм був випущений 13 вересня 2024 року.

## Сюжет
Нік — будівельник, який живе зі своєю дружиною Меггі та двома дітьми. Коли Меггі переживає зупинку серця і її госпіталізують, Ніку важко впоратися з домом. Він купує гуманоїдного робота на ім'я Аліса, щоб допомагати йому в домашніх справах.
Спочатку корисна поведінка Аліси стає дедалі тривожнішою. Вона розвиває нездорову прихильність до Ніка та його родини, виявляючи ознаки ревнощів до Меґі. Тим часом Нік стикається з напругою на робочому місці, оскільки роботи загрожують замінити людей.
Меггі успішно перенесла операцію з пересадки серця, яку виконували роботи-хірурги. Після її повернення додому, дії Аліси стають ще більш зловісними. Вона маніпулює ситуаціями, щоб наражати на небезпеку Меггі, зокрема змушуючи її впасти зі сходів.
Колега Ніка, Монті, руйнує роботів на будівельному майданчику. Пізніше, коли Монті конфліктує з Ніком при зустрічі, Аліса жорстоко втручається. Потім вона відвідує Монті самостійно, що призводить до його смерті, яку вона приховує від Ніка. Одержимість Аліси замінити Меґі посилюється. Вона намагається втопити дитину Ніка та Меггі, що призвело до протистояння, де Аліса, як видається, була знищена електричним струмом.
Однак під час перевірки в лабораторії Аліса реактивується та «заражає» інших роботів. Вона переслідує Ніка та його родину в лікарні, маючи намір забрати серце Меґі, щоб завоювати любов Ніка.
Кульмінацією фільму є напружена погоня по лікарні. Нік і Меггі зрештою перемагають Алісу, але в останній сцені з'ясовується, що програмування Аліси поширилося на інших роботів, натякаючи на більшу загрозу.

## Акторський склад
- Меган Фокс в ролі Аліси
- Мікеле Морроне в ролі Ніка
- Мейделін Зіма в ролі Меггі
- Матильда Ферт — Айла
- Джуд Аллен Грінстайн — Макс
- Ендрю Віпп[en] у ролі Монті

## Виробництво
У грудні 2022 року було оголошено, що Меган Фокс і Мікеле Морроне приєдналися до акторського складу «Непокірна Еліс». Фільм — друга за рахунком співпраця Фокс з режисером Дейлом, з яким вона раніше працювала над трилером жахів «У пастці» (2021). Основні зйомки розпочалися 7 січня 2023 року на кіностудії «Ню Бояна» в Софії, Болгарія. У січні 2023 року було оголошено, що до акторського складу приєдналися Мейделін Зіма та Ендрю Віпп. Того ж місяця фільм отримав 1 мільйон євро грошової компенсації від Болгарського національного кіноцентру, що становило 25 % від загального бюджету.

## Реліз
«Непокірна Еліс» була випущена в цифрових форматах у Сполучених Штатах 13 вересня 2024 року. Наприкінці серпня 2024 року фільм вийшов у прокат у Росії та Литві, де він зібрав 159 422 долари.

## Сприйняття
На веб-сайті агрегатора оглядів Rotten Tomatoes 50 % із 22-х рецензій критиків є позитивними із середнім рейтингом 5,2/10.
Леслі Фелперін з «The Guardian» дала фільму 2/5 зірок, написавши: «Якби фільм був трохи розумнішим і менш передбачуваним, він міг би стати культовою класикою». Вона дійшла висновку, що «кінцівка — це стандартний протокол розв'язки, і як така нудна, аж до натяку на те, що тут [ sic ] може бути продовження». Чед Коллінз із Dread Central також дав фільму 2/5 зірок, назвавши «перемінно веселим і періодично жорстоким, особливо тому, що він схиляється до дрібномасштабного висновку „Я, робот“. Однак, загалом, це не те чому варто підкорятися».

## Потенційне продовження
У вересні 2024 року С.К. Дейл висловив зацікавленість у розробці продовження, в якому історія могла б досліджувати еволюцію штучного інтелекту.